# Fossa do Hirondelle
AFossa do Hirondelle é uma fossa oceânica situada no Oceano Atlântico norte, na Região Autónoma dos Açores, entre a ilhas da Terceira e a de São Miguel. Foi descoberta por Príncipe Alberto do Mónaco, oceanologista e meteorologista. Hirondelle era o nome do iate do Príncipe Alberto.
A Fossa do Hirondelle tem 3 200 metros de profundidade máxima e 30 a 60 km de largura por 80 km de comprimento. Faz parte das estruturas tectónicas associadas ao Rifte da Terceira. As fossas oceânicas — depressões tectónicas — existentes entre as ilhas, podem ser interpretadas simplesmente como segmentos do Vale de Rifte não preenchidos por materiais vulcânicos.